# Uromys rex
Uromys rex is een knaagdier uit het geslacht Uromys dat voorkomt op Guadalcanal. Het is de enige van de drie soorten van het geslacht Uromys (ondergeslacht Cyromys) op Guadalcanal die nog leeft; het is ook de enige in bomen levende soort, wat misschien de reden voor zijn overleven is. Ook van deze soort zijn echter slechts elf exemplaren bekend.
Het is een grote, zilverkleurige rat. Hij lijkt het meeste op U. imperator, maar heeft een langere staart met grotere schubben en is kleiner. De kop-romplengte bedraagt 257 tot 290 mm, de staartlengte 232 tot 296 mm, de achtervoetlengte 50 tot 55 mm en de oorlengte 16 tot 20 mm.
Bergmozaïekstaartrat (Uromys anak) · Mozaïekstaartrat (Uromys caudimaculatus) · Uromys boeadii · Uromys emmae · Uromys hadrourus · Uromys imperator · Uromys neobritannicus · Uromys porculus · Uromys rex · Uromys siebersi · Uromys vika